# Monardella linoides
Monardella linoides är en kransblommig växtart som beskrevs av Asa Gray. Monardella linoides ingår i släktet Monardella och familjen kransblommiga växter.

## Underarter
Arten delas in i följande underarter:
- M. l. linoides
- M. l. oblonga
- M. l. stricta
- M. l. viminea